# KNIGHTS OF ROUND
KNIGHTS OF ROUND（ナイツ・オブ・ラウンド）は、2003年に結成した日本のパワーメタルバンド。2007年に1stアルバム「ETERNITY」を発表後、メンバーチェンジ・リリースを重ね、現在に至る。

## メンバー
- YAZIN - ギター&リーダー
- Caz:nie -ヴォーカル
- Ryusa - ギター　（Loszeal）
- Caesar - ベース　（Loszeal、ex.EIZO Japan）

### 旧メンバー
- Vocchang - （ボーカル）
- BASHIKUN - （ギター)
- Kazukun - （ギター)
- Takeyan - （ギター)
- TAKASHIT - （ベース)
- Kackie - （ベース)
- Tongari - （ドラム）
- Kick-chang - （ドラム)
- JUHKI - （ドラム)

## 概要
YAZINにより前身バンド「ODIN」を発足。2003年にメンバーを一新し、「KNIGHTS OF ROUND」結成。
ファンタジックな世界観と、客席に剣（ソード）を配るという「武装」を取り込んだ観客一体型のステージを武器に、日本各地のライブハウスで活動。
ライブ活動とCDリリースを繰り返し、2011年にはスクウェア・エニックスのPlayStation Vita専用タイトル「地獄の軍団」に、2ndアルバム「The Book Of Awakening」より「Reborn」を提供する等、注目を集めている。
また、リーダーのYAZINがLeo FigaroやDragon Guardianと言った、国内メタルバンドとの合同外部作品にも幅広く携わっている他、現メンバーの外部バンドでの活動も幅広い。

## 来歴
2005年、1stデモCD-R「KNIGHTS OF ROUND」を発表。
2007年8月、1stアルバム「ETERNITY」を発表。
2010年4月、2ndアルバム「The Book Of Awakening」を発売。
2010年12月、EP「The Gateway To New Dimension」を発売。
2011年10月、スクウェア・エニックスのPlayStation Vita専用タイトル「地獄の軍団」に「Reborn」を提供。
2013年12月、3rdアルバム「A Falling Blossom Will Bloom Again」を発売。
2016年12月、4thアルバム「The Meaning of Life」を発売。
2019年5月、5thアルバム「TN THE LIGHT OF HOPE」を発売。

## ディスコグラフィー

### オリジナルアルバム
- 2005年 KNIGHTS OF ROUND (CD-R)
- 2007年 ETERNITY
- 2010年 The Book Of Awakening
- 2010年 The Gateway To New Dimension
- 2013年 A Falling Blossom Will Bloom Again
- 2016年 he Meaning of Life
- 2019年 TN THE LIGHT OF HOPE